# Robert Lowery (baloncestista)
Robert Lowery Jr. (Forestville, Maryland, 23 de diciembre de 1987) es un jugador de baloncesto estadounidense que actualmente se encuentra sin equipo. Con 1,88 metros de estatura, juega en la posición de base.

## Trayectoria deportiva
Es un base formado entre Cecil College y Dayton Flyers, que tras no ser elegido en el Draft de la NBA de 2010, dio el salto a la segunda división alemana, en concreto a las filas del Saar-Pfalz Braves.
Más tarde, jugaría en la República Checa, Turquía, Italia y Grecia.
En 2014 firmó contrato con el VEF Riga con el ganaría la liga del aquel país. Al año siguiente, volvería a Grecia para jugar en el Nea Kifissia B.C., donde realizó una gran primera vuelta, lo que le sirvió en enero de 2016, para firmar por el ALBA de Berlín, para ser el relevo en la rotación de Jordan Taylor, con el que lograría la liga alemana.
En agosto de 2016 firmó contrato con el BC Astana de Kazajistán con el que ganaría la liga y copa de Kazajistán.
En la temporada 2020-21, firma por el Tsmoki Minsk bielorruso, con el que promediado 12,9 puntos y 4,4 asistencias en VTB y 13,3 puntos y 5,9 asistencias en la BCL.
El 19 de febrero de 2021, firma por el s.Oliver Baskets de la Basketball Bundesliga.
El 20 de agosto de 2021, firma por el MLP Academics Heidelberg de la Basketball Bundesliga.